# Jan Ramberg
Jan Ramberg, född 1 februari 1932 i Göteborg, död 28 januari 2018 i Stockholm, var en svensk professor i civilrätt och advokat.
Ramberg tog examen i juridik vid Uppsala universitet 1955. Han arbetade som advokat i 15 år på sin far Johan Rambergs Advokatbyrå (idag Vinge), blev professor i civilrätt vid Stockholms universitet 1970 samt var styrelseledamot i flera börsnoterade bolag och rektor för Riga Graduate School of Law. Ramberg var under 30 år ordförande i referensgruppen i handelsrätt inom svenska International Chamber of Commerce.
Ramberg skrev ett sjuttiotal juridiska böcker, bland annat tillsammans med sin dotter Christina Ramberg.
Han var internationellt erkänd bland annat för sitt omfattande arbete med Incoterms, som ledamot i CISG Advisory Council  (internationella köplagen) och som en av Sveriges mest anlitade skiljemän i stora internationella skiljetvister.

## Utmärkelser
- Svenska ICC:s förtjänstmedalj i guld[6]
- Söderbergska handelspriset 2001